# Accidente de Busy Bee de 2019
El 24 de noviembre de 2019, un avión turbopropulsor gemelo Dornier Do 228 de 35 años y 7 meses operado por el transportista local Busy Bee se estrelló poco después del despegue del Aeropuerto de Goma (República Democrática del Congo) y cayó en una sección densamente poblada de la ciudad, matando a 10 personas en tierra. Las primeras investigaciones indican que el avión tuvo problemas técnicos y que el piloto intentó solucionarlos en el momento del despegue. Es el accidente más mortal que involucra a un Dornier Do-228.

## Antecedentes
En octubre de 2018, un avión de carga en ruta a Kinshasa se estrelló una hora después de despegar de Goma en la provincia de Sankuru, matando a ocho pasajeros y tripulantes. El avión transportaba 17 pasajeros y dos miembros de la tripulación. El vuelo fue programado desde Goma al aeropuerto de Beni, a unos 350 kilómetros o 220 millas al norte.
La aerolínea que opera el avión, Busy Bee, fue fundada en 2007 y utiliza Goma como base para su flota de Dornier 228. Debido a la falta de fondos, la pobreza, la falta de supervisión y la corrupción en el gobierno, la seguridad de las aerolíneas en la República Democrática del Congo , especialmente entre los operadores locales de bajo precio, es infamemente laxa con todos los operadores locales prohibidos de operar en La Unión Europea.

## Accidente
Según los informes, el avión despegó del aeropuerto, pero sufrió una falla del motor y se estrelló menos de un minuto después del despegue. Los testigos describen el avión girando tres veces mientras se estrellaba con el espeso humo negro que salía de los motores. El avión estalló violentamente en llamas al impactar en una de las áreas densamente pobladas de la ciudad, evitando que los lugareños ayudaran a las víctimas atrapadas en el incendio.
A partir del 25 de noviembre, los informes varían sobre cuántas víctimas hay. Una fuente informa que 2 pasajeros lograron ser sacados del incendio. La BBC informa que 9 bajas en el terreno provienen de una sola familia.